# هال وليامز
هال وليامز (بالإنجليزية: Hal Williams)‏ هو ممثل أمريكي، ولد في 14 ديسمبر 1938 في الولايات المتحدة.

## أعمال

### أفلام
- (2005) خمن من[2]
- (2012) رحلة طيران

### مسلسلات
- ذا والتونز

## وصلات خارجية
- هال وليامز على موقع IMDb (الإنجليزية)
- هال وليامز على موقع ألو سيني (الفرنسية)
- هال وليامز على موقع أول موفي (الإنجليزية)
- هال وليامز على موقع قاعدة بيانات الأفلام السويدية (السويدية)
- هال وليامز على موقع إن إن دي بي (الإنجليزية)
- هال وليامز على موقع قاعدة بيانات الفيلم (الإنجليزية)
- هال وليامز على موقع كينوبويسك (الروسية)